# Amundsen Abyssal Plain
Amundsen Abyssal Plain – równina abisalna Oceanu Południowego. Zajmuje powierzchnię 570 000 km2. Jej długość wynosi około 1800 km, szerokość od 200 do 360 km, a głębokość do 4380 m. Została nazwana na cześć norweskiego badacza polarnego Roalda Amundsena, który w 1911 roku jako pierwszy dotarł do bieguna południowego.